# Lofa
Lofa (Lhofa, Lonfa, Lhonfa, ɫofa, Klofa), Lofa je zlonamjerno čudovište nalik ogru iz Chickasawskog folklora. Njegovo ime doslovno znači "derač kože", što je referenca na njegovu jezivu naviku deranja kože sa svojih žrtava. U nekim legendama on pokušava oteti Chickasaw žene. Ponekad ga se opisuje kao diva, a ponekad kao velikog, dlakavog, smrdljivog čovjeka, zbog čega ga neki ljudi povezuju s legendom o Bigfootu.